# A Little Bit Longer
A Little Bit Longer - trzeci album zespołu Jonas Brothers, wyprodukowany przez wytwórnię Hollywood Records. Premiera płyty była zaplanowana na 12 sierpnia 2008 roku. Jej nazwa pochodzi od piosenki o tym samym tytule, którą napisał Nick o jego problemach z cukrzycą. Album został wydany w technologii CDVU+, tak samo jak poprzednia płyta. Timbaland ogłosił, że współpracował z chłopcami podczas nagrywania płyty.
Album w Polsce uzyskał status złotej płyty.

## Lista utworów
Autorami wszystkich piosenek są: Nicholas Jonas, Joseph Jonas, Paul Kevin Jonas II
1. BB Good
2. Burnin’ Up
3. Shelf
4. One Man Show
5. Lovebug
6. Tonight
7. Can’t Have You
8. Video Girl
9. Pushin' Me Away
10. Sorry
11. Got Me Going Crazy
12. A Little Bit Longer
13. When You Look Me In The Eyes
14. Live The Party (utwór dodatkowy)
15. Hello Goodbye (utwór dodatkowy)

## Muzycy
- Kevin Jonas – główny gitarzysta i chórki.
- Joe Jonas – główny wokalista, gra na keyboardzie, tamburynie oraz innych instrumentach perkusyjnych.
- Nick Jonas – głównym wokalistą, gra na rytmicznej gitarze, perkusji i fortepianie.

Oprócz Jonas Brothers, na płycie pojawili się także
- John Taylor na gitarze,
- Ryan Liestman na keyboardzie,
- Jack Lawless na perkusji,
- Greg Garbowsky i Benjamin Williams na gitarze basowej.

## Single/Teledyski
Burning Up był pierwszym singlem z płyty i zadebiutował 20 czerwca 2008 na antenie amerykańskich rozgłośni radiowych. Teledysk do piosenki został  nakręcony w maju 2008 w San Pedro w Kalifornii, a premiera miała miejsce 20 czerwca 2008 na kanale Disney Channel po premierze filmu Camp Rock.
Zgodnie z gazetą Billboard singlami płyty są:
- „Burning Up”,
- „Lovebug”,
- „Shelf”
- „A Little Bit Longer”.

## Specjalna internetowa edycja
Fani, którzy zamówili płytę przed jej ukazaniem, otrzymają specjalną wersję DVD, która zawiera filmiki z YouTube i wiadomości dla fanów. Oferta ta była dostępna tylko poprzez oficjalny fan club zespołu – Team Jonas, oficjalny sklep internetowy i Music Today.
W Polsce, płyta dostępna w sprzedaży od 3 października 2008 roku.